# Samuel Shute

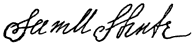

Samuel Shute (* 12. Januar 1662 in London, England; † 15. April 1742 in England) war ein englischer Offizier und Kolonialgouverneur in Massachusetts und New Hampshire.

## Leben
Samuel Shute war ein Sohn des Kaufmanns Benjamin Shute und dessen Ehefrau Elizabeth Caryll. Sein Bruder John Shute war ein englischer Theologe und Politiker, der seinen Familiennamen zu „Barrington“ änderte und 1720 zum Viscount Barrington erhoben wurde. Samuel studierte an der Universität Leiden und trat anschließend in die Dienste des englischen Heeres. Als Offizier nahm er am Spanischen Erbfolgekrieg teil, wo er unter dem Kommando von John Churchill, 1. Duke of Marlborough stand. Im Jahr 1704 war er Hauptmann in einer Kavallerie-Einheit. Bei der Schlacht von Blenheim wurde er verwundet. Bei Kriegsende war er bis zum Oberstleutnant aufgestiegen.
Der im Jahr 1714 auf den Thron gekommene König Georg I. ernannte ihn zum Kolonialgouverneur von gleich zwei Kolonien. Er sollte diese Funktion gleichzeitig in der Province of Massachusetts Bay und der New Hampshire Colony ausüben. Beide Ämter hatte er zwischen dem 5. Oktober 1716 und dem 1. Januar 1723 inne. In beiden Kolonien förderte er die Einwanderung irischer und schottischer Auswanderer. Ansonsten verlief seine Amtszeit eher unglücklich. In New Hampshire geriet er in Konflikt mit seinem Vizegouverneur George Vaughn, der vor Shutes Amtszeit kommissarisch das Amt des Gouverneurs ausgeübt hatte. Shute machte einige Entscheidungen von Vaughn rückgängig, die dieser während der Abwesenheit von Shute getroffen hatte. Schließlich wurde Vaughn abgesetzt und durch Samuel Penhallow ersetzt. Während seiner Amtszeit als Gouverneur seiner beiden Kolonien gerieten diese wegen Landstreitigkeiten untereinander in einen Konflikt, der im Wesentlichen zu Gunsten von Massachusetts entschieden wurde. Das verärgerte die Politiker in New Hampshire und führte zur Forderung nach dem Ende der Personalunion zwischen den beiden Kolonien. In Massachusetts hatte Shute noch größere Probleme. Hier gab es ein Parlament, das auf eigenen Rechten gegenüber dem Gouverneur bestand. Einer der Streitpunkte war die Frage der Ausgabe von Papiergeld. Der Konflikt zwischen Gouverneur und Parlament eskalierte auch wegen Differenzen auf anderen Gebieten immer weiter. Einer dieser Streitpunkte war der (vergebliche) Versuch des Gouverneurs die Pressefreiheit zu beschränken um Pamphlete und Artikel gegen sich zu verhindern. Schließlich weigerte sich das Parlament Shute sein reguläres Gehalt zu genehmigen. Neben all diesen Problemen gab es in beiden Kolonien, in den Shute als Gouverneur amtierte, auch noch Probleme und Konflikte zwischen Kolonisten und Indianern und mit benachbarten französischen Kolonisten. Am Ende konnte Shute den zunehmenden Spannungen in beiden Kolonien nicht mehr Herr werden. Er sah nur noch die Möglichkeit nach England zurückzukehren und sich dort Rückendeckung für seine Positionen zu holen. Kurz nach Weihnachten 1722 verließ er Nordamerika und kehrte nach England zurück. Das offizielle Ende seiner Amtszeit wird auf den 1. Januar 1723 datiert. Derweil hatte Shute aber nicht aufgegeben. In London führte er Klage gegen seine politischen Gegner in den Kolonien. Er fand auch dort Anhänger und Gegner. Um 1727 sah es nach seinem Sieg und seiner Rückkehr in die Kolonien aus, auch weil er auf die Unterstützung von König Georg I. baute. Der König starb jedoch und sein Nachfolger Georg II. bzw. dessen neue Regierung beschloss eine Neubesetzung der Ämter in den Kolonien. Dabei ging Shute leer aus. Er blieb in England und erhielt eine Pension. Im Jahr 1729 schöpfte er nochmals Hoffnung auf eine Rückkehr als seine beiden früheren Gouverneursposten wieder frei wurden. Diese Hoffnung erfüllte sich aber nicht.
Der unverheiratet gebliebene Samuel Shute starb am 10. April 1743. Die kleine Gemeinde Shutesbury in Massachusetts wurde nach ihm benannt.